# شاخ (کالبدشناسی)

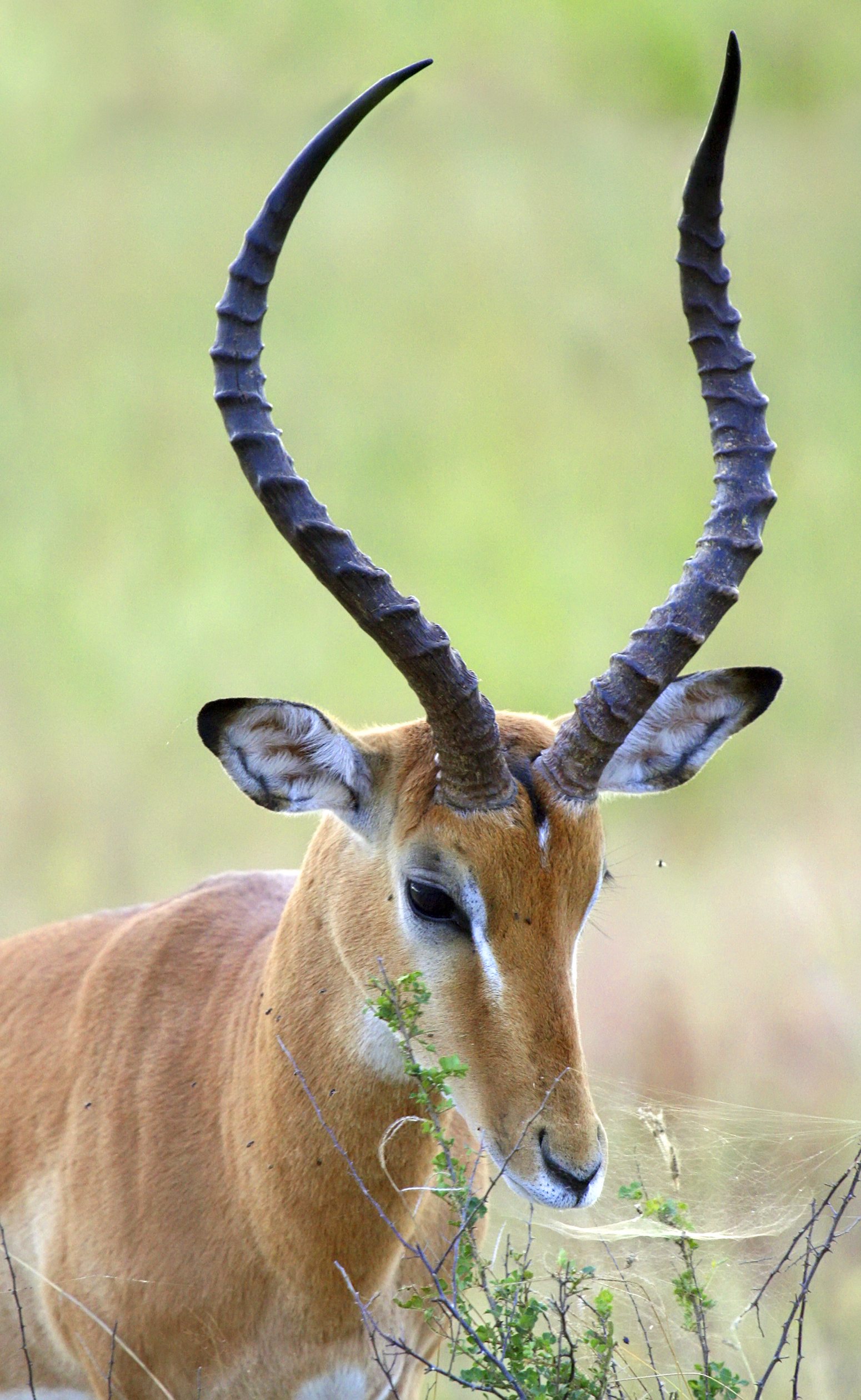
یک جفت شاخ روی سر ایمپالای نر

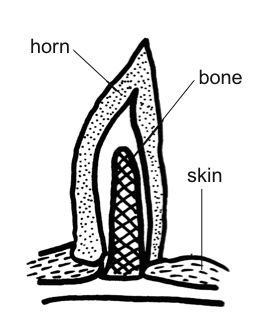
کالبدشناسی و فیزیولوژی شاخ جانوران

شاخ (به انگلیسی: Horn)، یک برآمدگی دائمی نوک‌تیز روی سر جانوران مختلف است که از پوششی از کراتین و سایر پروتئین‌ها تشکیل شده است که هسته‌ای از استخوان زنده را احاطه کرده است. شاخ‌ها از خزان‌شاخ گوزن متمایز هستند که دائمی نیستند. در پستانداران، شاخ‌های واقعی عمدتاً در میان جفت‌سمسانان نشخوارکننده یافت می‌شوند. در خانواده‌های شاخ‌چنگالان (شاخ‌چنگالی) و گاوان (گاو، بز، آنتلوپ و دیگر). شاخ گاو از بافت همبند زیرپوستی (زیر پوست سر) به وجود می‌آید و بعداً به استخوان پیشانی زیرین می‌پیوندد.

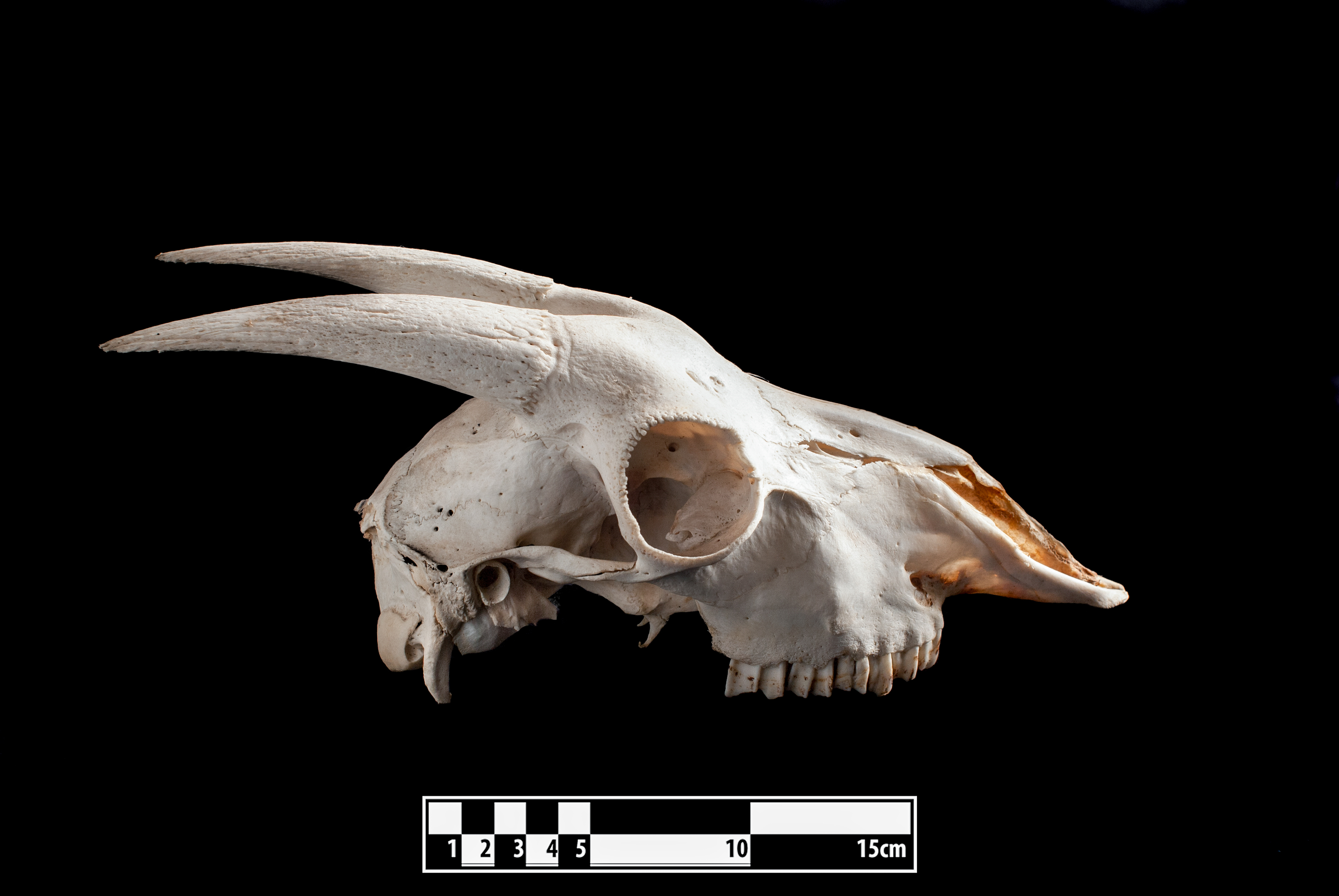
تکه‌ای از جمجمه بز

## نگارخانه

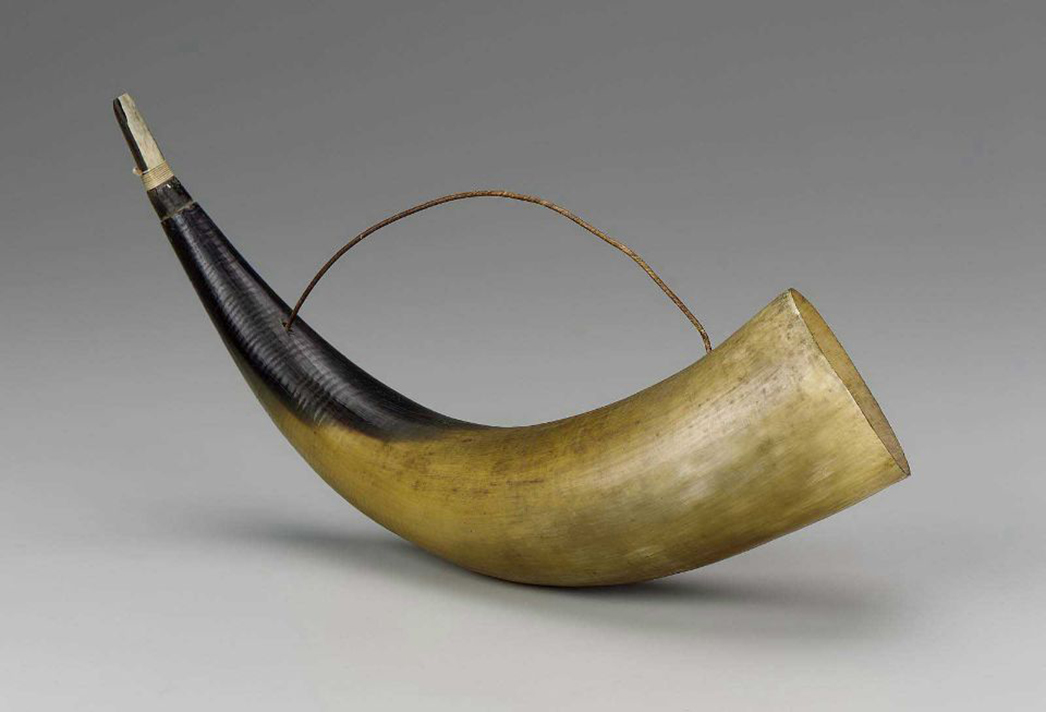
ارکنچو، ساز موسیقی ساخته‌شده از یک شاخ
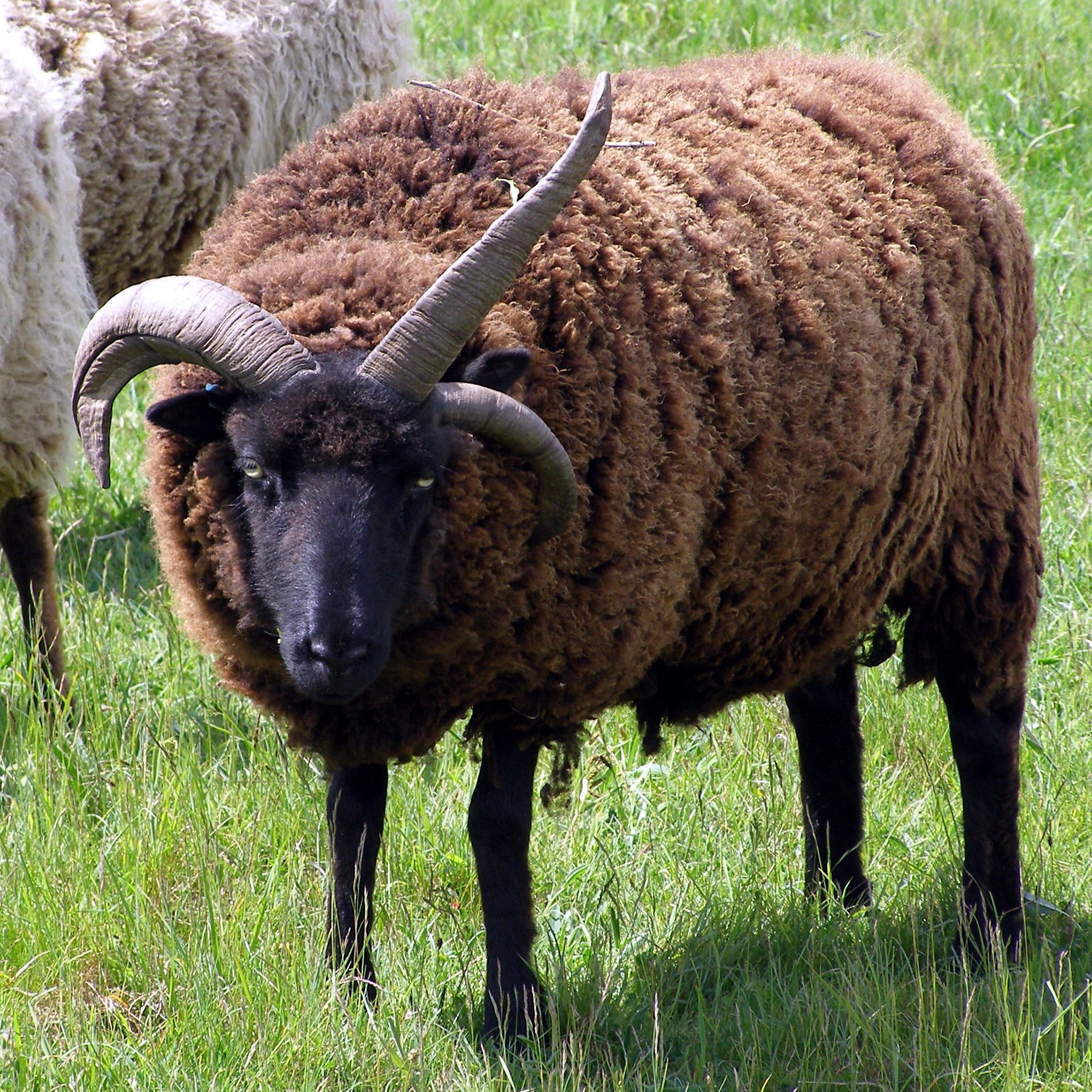
یک گوسفند Hebridean با یک شاخ در یک طرف و دو شاخ در طرف دیگر
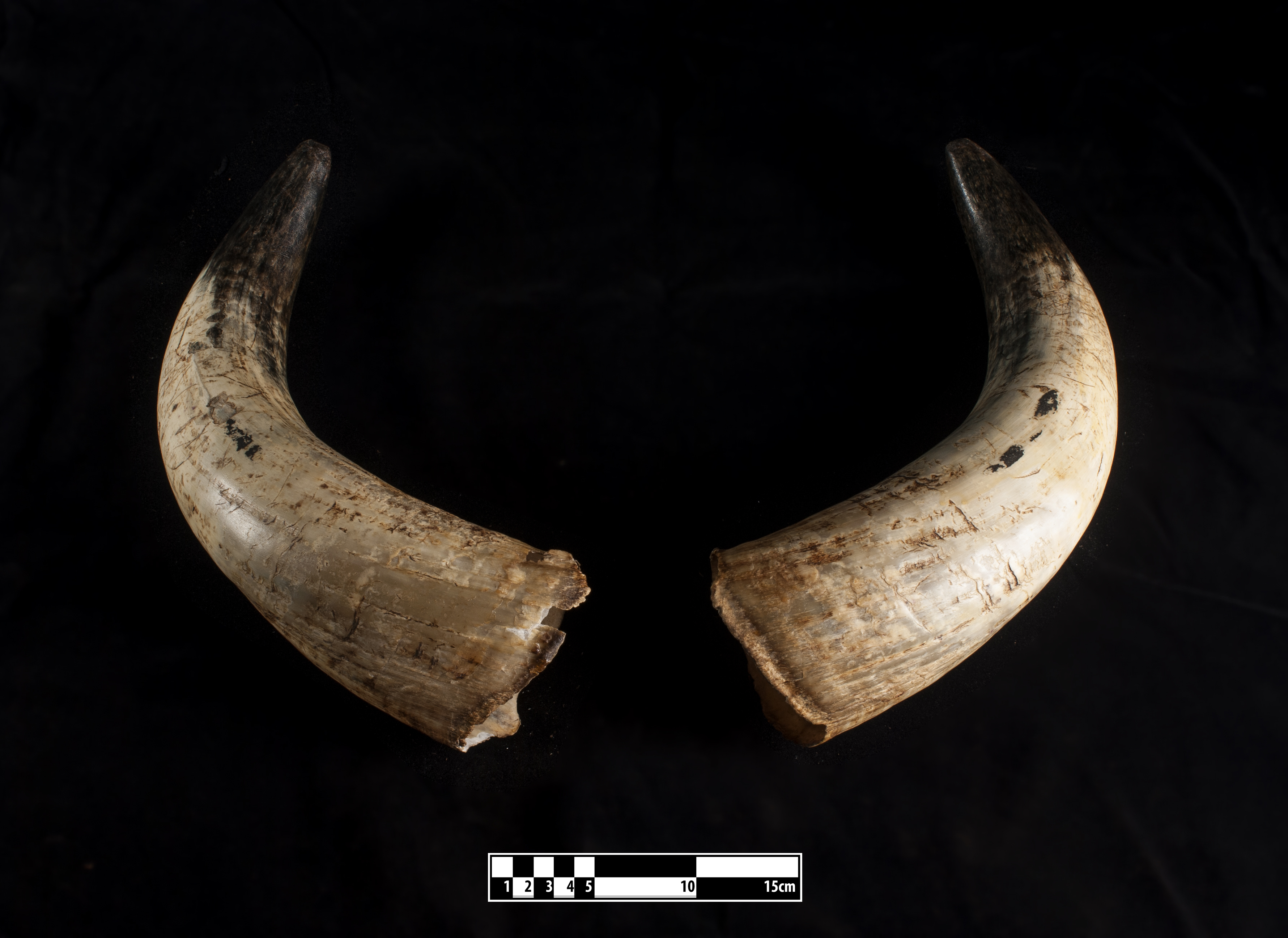
شاخ بوفالو آبی ( Bubalus bubalis )
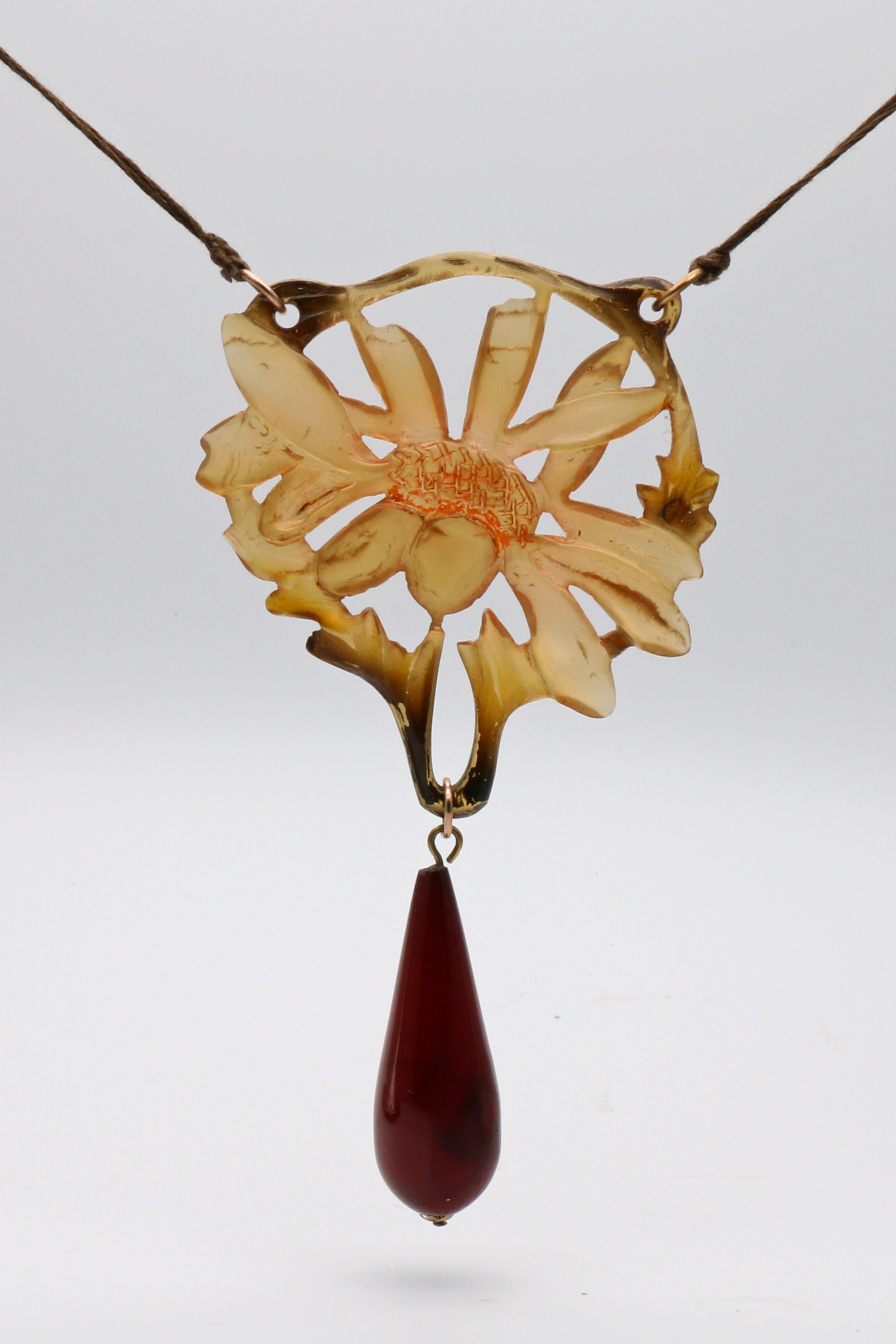
گردنبند شاخ آرت نوو الیزابت بونته
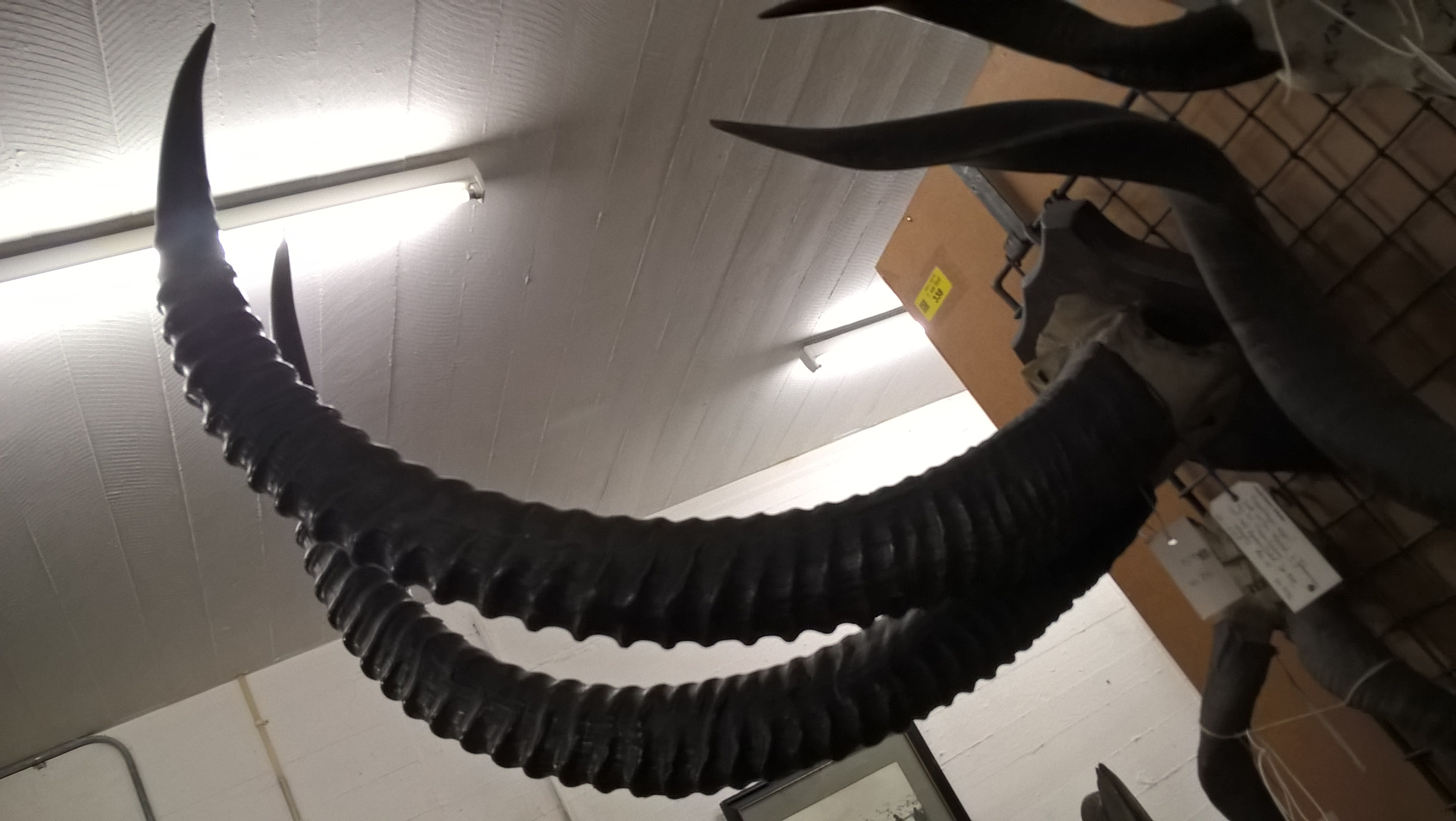
شاخ‌های سوار بر Sable antelope، در موزه جانورشناسی، دانمارک
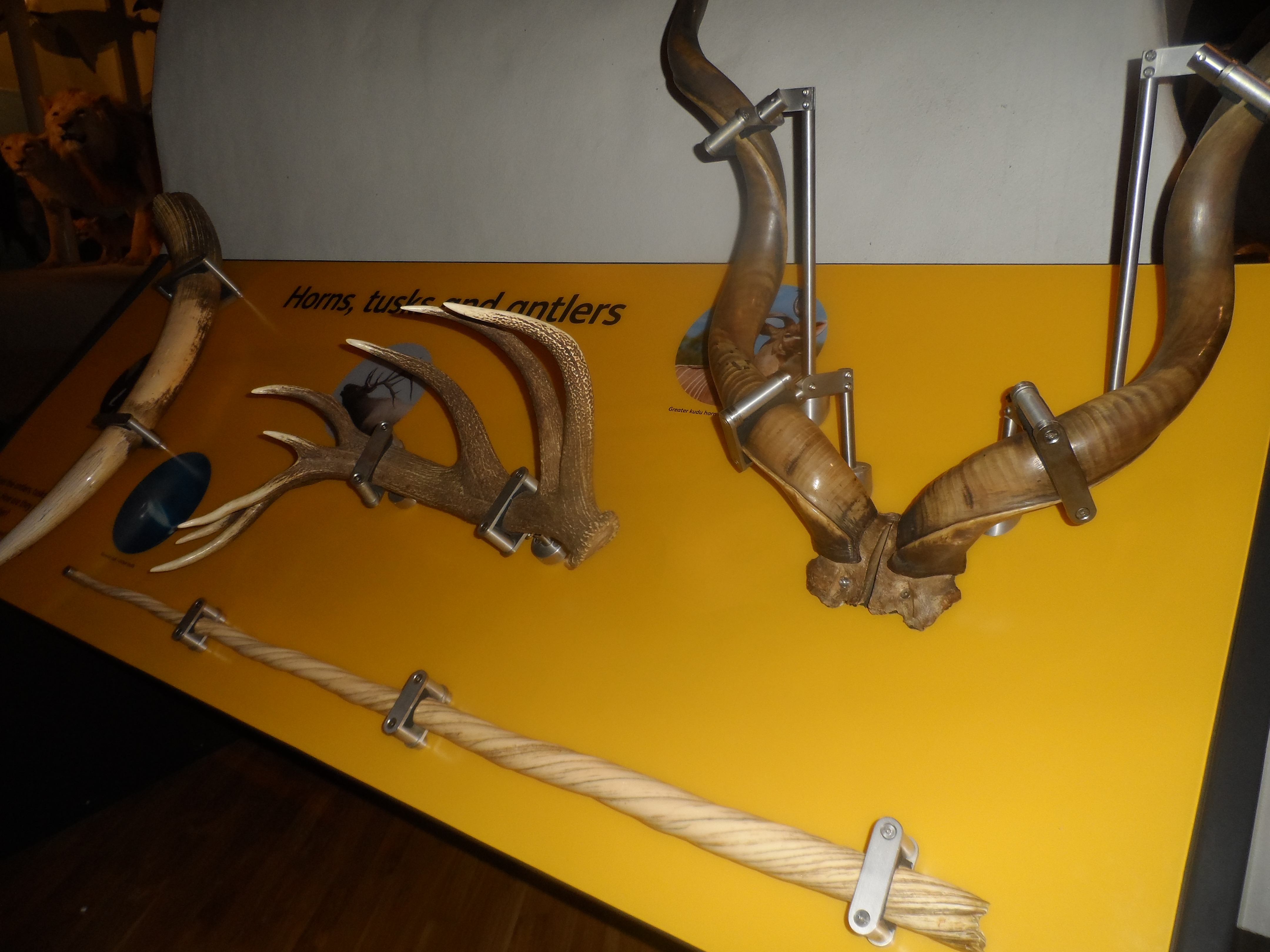
شاخ و عاج در موزه ملی اسکاتلند